# هاروی بانکر
هاروی بانکر (انگلیسی: Harvey Bunker؛ زادهٔ ۱۵ آوریل ۲۰۰۳) بازیکن فوتبال است.
از باشگاه‌هایی که در آن بازی کرده‌است می‌توان به باشگاه فوتبال فارست گرین راورز اشاره کرد.